# 에드나 스키너
에드나 스키너(Edna Skinner, 1921년 5월 23일 ~ 2003년 8월 8일)는 미국의 배우, 텔레비전 배우, 영화배우이다.
워싱턴 D.C.에서 태어났다.

## 방송
- 미스터 에드

## 영화
- 미스터 에드 (1961년)
- 우정어린 설득 (1956년)
- 이지 투 러브 (1953년)
- 키싱 밴디트 (1948년)